# Ontmoetingsplaats (kunstwerk)
Ontmoetingsplaats is een kunstwerk van Shinkichi Tajiri in Amsterdam-Noord.
Het is een wit betonnen ontmoetingsplaats met enkele vlakken rood asfalt. De kunstenaar ontwierp het als daadwerkelijke ontmoetingsplaats, maar daarvoor ligt het kennelijk te afgelegen. Het heeft het uiterlijk van een aantal lage opstappen annex trap. In plaats van te dienen tot een plek voor alle buurtbewoners werd het veelal gebruikt door hangjongeren, die er soms ook vuur(tje) stookten in de achtergelegen zitkuil (niet op de foto). Het is in de 21e eeuw (2013/2014) nog gerenoveerd in verband met een grootscheepse aanpak van dit deel van Amsterdam-Noord. 
De kunstenaar kreeg de opdracht al in 1971, maar buurtbewoners verzetten zich tegen dit object. Het zou te kindonvriendelijk zijn en bovendien te duur, ook protesteerden ze tegen het feit dat er geen plaatselijke kunstenaar was ingeschakeld. De buurtbewoners dreigden zelfs als het kunstwerk toch geplaatst zou worden; het zelf weer af te breken. Dat laatste gebeurde niet. De bedoeling was dat de mensen via de rechthoekige trappen zicht kregen op de strakke rechte lijnen, die hier in de bebouwing zijn terug te vinden. Daar tegenover staan de rondingen van andere delen van het kunstwerk. De gemeente omschreef het destijds als een typisch voorbeeld van de esthetische opvattingen van de kunst in de jaren zeventig. Voorts wilde de kunstenaar met dit beeld aangeven dat kunst ook voor de “gewone man” is in plaats van alleen voor de elite. De kosten van het beeld werden vergoed uit een percentage van het totale budget voor inrichting van de wijk dat mocht worden gebruikt voor kunst in het open terrein.  